# Favoriter i dur & moll
Favoriter i dur & moll är det tredje studioalbumet av den svenske trubaduren Lars Demian, utgivet 1992 på Alpha Records. Till skillnad från hans övriga album består det här albumet helt av covers. Det var även Demians första album på Sverigetopplistan, där det låg 42:a under en vecka i april 1992.

## Låtlista
1. "Dina blåa ögon" (Gösta Stevens/Jules Sylvain) – 3:47
2. "Man borde inte sova" (Jeremias i Tröstlösa/Gustav Wennberg) – 3:44
3. "Eiffeltornet" (Kenneth Gärdestad/Ted Gärdestad) – 3:33
4. "Det vi säger" (Rolf Wikström) – 3:58
5. "Minns du den sommar" (Pär Rådström/Richard Dehr/Terry Gilkyson/Frank Miller) – 3:58
6. "Kärlekens hundar" (Ulf Lundell) – 5:13
7. "För hennes skull" (Gösta Stevens/Jules Sylvain) – 2:37
8. "Holländsk genever" (Kjell Höglund) – 2:29
9. "Keops pyramid" (Mikael Wiehe) – 4:10
10. "Låt universum bli ett hem" (Thomas Di Leva) – 3:10
11. "Blå himlen blues" (Imperiet) – 3:33
12. "Med revade segel" (Lasse Tennander) – 6:37

## Listplaceringar
| Lista (1992)        | Högsta placering |
| ------------------- | ---------------- |
| Svenska albumlistan | 42               |

## Medverkande
- Lutte Berg – stråkinstrument
- Katarina Backman – dragspel
- Lars Demian – framförare, producent
- Lasse Gustavsson – producent
- Christer Jansson – trummor, slagverk, producent
- Hasse Larsson – bas
- Christer Linder – sång
- Urban Majeld – dulcimer
- Gunnar Nordén – stråkar, keyboard
- Bebe Risenfors – marimba, blåsinstrument
- Sabbath hela veckan – blåsorkester
- Mikael Svernby – dragspel

Källa